# Buttisholz
Buttisholz (toponimo tedesco) è un comune svizzero di 3 421 abitanti del Canton Lucerna, nel distretto di Sursee.

## Geografia fisica
Il territorio di Buttisholz si estende sul versante orientale della valle della Rot e comprende parte del lago Soppensee.

## Monumenti e luoghi d'interesse
- Chiesa parrocchiale cattolica di Santa Verena, attestata dal 1036, ricostruita nel 1583 e nel 1745-1753 e ampliata nel 1914[3];
- Cappella cattolica di Sant'Ottilia, attestata dal 1581 e ricostruita nel 1669 da Jost Melchior zur Gilgen[3];
- Castello di Buttisholz, costruito per Leopold Feer nel 1570-1571[3].

## Società

### Evoluzione demografica
L'evoluzione demografica è riportata nella seguente tabella:
Abitanti censiti

## Economia
L'economia locale si basa prevalentemente sul settore secondario.